# Piano Monnet

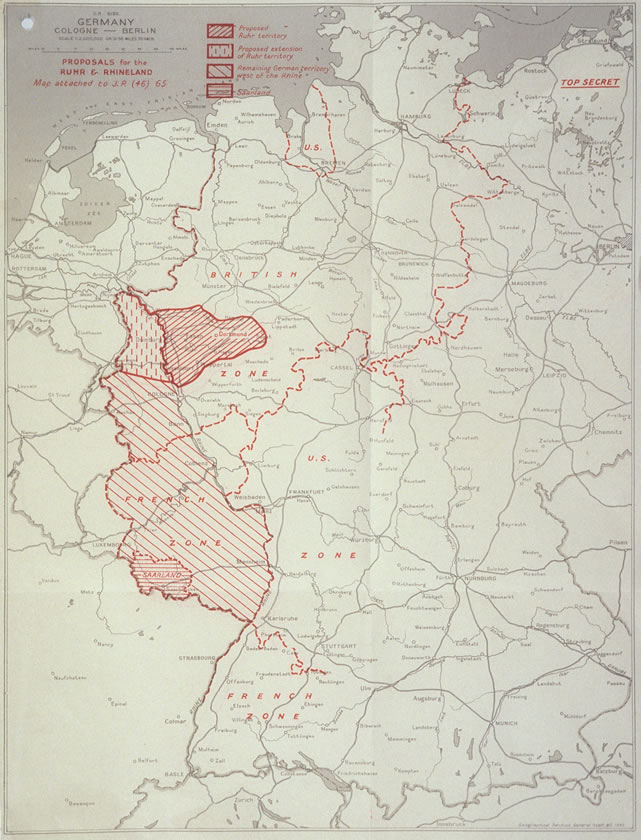
Mappa britannica del 1946 sulle proposte francesi. La regione della Ruhr avrebbe dovuto essere estesa al confine olandese incorporando parti della Renania, e tutto questo nuovo territorio avrebbe dovuto essere separato dalla Germania.

Il piano Monnet fu proposto dal funzionario francese Jean Monnet dopo la fine della seconda guerra mondiale e consistette nella proposta di dare alla Francia il controllo sulle aree tedesche dedite alla produzione di carbone e acciaio della Ruhr e della Saar e di utilizzare queste risorse per portare la Francia a 150% della produzione industriale prebellica. Il piano fu adottato da Charles de Gaulle all'inizio del 1946. Questo piano avrebbe limitato in modo permanente la capacità industriale della Germania e aumentato significativamente il potere economico della Francia. 

## Contesto
I primi piani francesi erano interessati a mantenere una Germania debole e a rafforzare l'economia francese a scapito di quella tedesca. La politica estera francese mirava a smantellare l'industria pesante tedesca, porre sotto il controllo francese (o internazionalizzarli) i ricchi giacimenti di carbone della Ruhr e della Renania e unire la Saar, ricca di carbone, alla Lorena ricca di ferro (che era stato ripresa dalla Germania e ripristinato in Francia nel 1944). Quando i diplomatici alleati fecero notare alla Francia l'effetto devastante che avrebbe avuto sull'economia tedesca, la risposta francese fu quella secondo cui i tedeschi avrebbero dovuto soltanto "apportare le modifiche necessarie" per affrontare l'inevitabile deficit commerciale.

## Piani quinquennali
Il "Piano Monnet" (1946-1950) fu in effetti il primo piano quinquennale francese per la modernizzazione e la ricostruzione dell'economia nazionale che si basava fortemente sui precedenti piani francesi che miravano a rendere la Francia come il più grande produttore di acciaio in Europa. L'obiettivo di Monnet era di modernizzare l'economia francese in modo tale da renderla competitiva a livello internazionale, in particolare per quanto riguardava le esportazioni verso la Germania. Per realizzare i suoi piani, creò un apposito Commissariato generale del piano e la Germania fu vista come uno strumento necessario per la loro attuazione. Gli aumenti della produzione di acciaio che avrebbero dovuto raggiungere i 15 milioni di tonnellate all'anno non potevano essere raggiunti sostituendo le vecchie esportazioni tedesche di acciaio e aumentando le importazioni di carbone e coke tedeschi, assumendo il controllo di questa risorsa vitale per la Germania.
A partire dalla fine del 1945, le proposte francesi per l'area carbonifera tedesca ad est del Reno prevedevano la sua trasformazione in uno stato, dotato di una propria valuta e politica, posto sotto il controllo di un'autorità internazionale che avrebbe incluso gli Stati Uniti e la Francia. Parte della motivazione dietro a queste proposte fu, nel 1946, spiegato negli Stati Uniti da un diplomatico francese del Ministero degli affari esteri: 
I piani francesi di espansione industriale richiedevano un milione di lavoratori in più in quattro anni, quindi la Francia prevedeva di mantenere il più a lungo possibile i prigionieri tedeschi impiegati nell'industria mineraria, nell'agricoltura e nella ricostruzione.
Il Regno Unito e gli Stati Uniti erano riluttanti ad approvare le richieste francesi, temendo che ciò avrebbe comportato un aumento dell'influenza sovietica.
Monnet in seguito scrisse al ministro degli esteri francese Robert Schuman che per scongiurare ulteriori pericoli vi era una sola soluzione:
(Jean Monnet)
Schuman dichiarò in un discorso che il suo piano era in realtà la continuazione di quello di Monnet e che serviva soltanto a sostenere le esportazioni di acciaio francesi. Secondo il Dr. Hans Ritschl, questo discorso non è mai stato trascritto in modo da poter evitare che i tedeschi ne venissero a conoscenza.

## Saarland

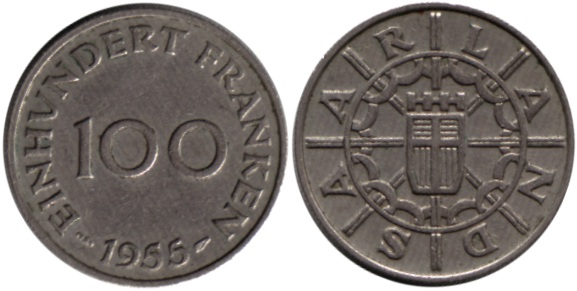
Moneta di 100 franchi della Saarland coniata nel 1955.

Nel 1947, la Francia separò dalla Germania la regione della Saar, ricca di carbone, e creò il Protettorato della Saar sotto il controllo economico francese. La zona ritornò sotto l'amministrazione della Germania Ovest (RFT) il 1 gennaio 1957 ma la Francia mantene comunque il diritto di sfruttare le sue miniere di carbone fino al 1981. 
Essendo un protettorato, la regione della Saar era integrata economicamente con la Francia e sebbene fosse politicamente indipendente, la sua sicurezza e la sua politica estera erano dettate dalla Francia. Inoltre, il governo francese mantenne un alto commissario nella Saar con ampi poteri. 
Le industrie minerarie e siderurgiche erano le principali industrie della regione. Nel 1946, la Francia aveva rivendicato la proprietà delle miniere e introdusse un confine doganale tra la Saar e il resto della Germania. Nel 1947, l'Autorità mineraria della Saar prese il controllo operativo dell'industria mineraria della regione. Nel 1946, la produzione mineraria rappresentava un terzo di quella del carbone francese e nel 1949 un quarto della produzione francese. Senza il carbone della Saar, la produzione di acciaio francese sarebbe stata significativamente inferiore.
Le parti che invocavano il ritorno dalla Saarland alla Germania furono messe al bando, portando la Germania Ovest a non riconoscere la legalità democratica del governo della Saar. Konrad Adenauer dichiarò:
(Konrad Adenauer)
Dato il continuo conflitto tra Germania e Francia sul futuro della Saar, altri paesi dell'Europa occidentale cercarono di trovare una soluzione a questo problema potenzialmente pericoloso. Sotto la crescente pressione internazionale, la Francia accettò alla fine un compromesso. Il territorio della Saar doveva essere europeizzato nel contesto dell'Unione europea occidentale (UEO). La Francia e la Germania concordarono in un accordo firmato a Parigi che fino a quando non fosse stato firmato un trattato di pace con la Germania occidentale, la Saar sarebbe stata governata da uno "statuto" che avrebbe dovuto essere supervisionato da un commissario europeo a sua volta responsabile nei confronti del Consiglio dei ministri dell'UEO. Tuttavia, la Saar avrebbe dovuto rimanere in un'unione economica con la Francia.
Nonostante l'adozione di questo statuto da parte della RFT il referendum del 1955 nella Saar, necessario per l'approvazione del trattato, riportò il 67,7% dei voti contrari. Nonostante le dichiarazioni francesi antecedenti al referendum francesi secondo cui un "no" alla legge avrebbe semplicemente portato la Saar a rimanere nel suo stato precedente, vale a dire un protettorato francese, l'affermazione della campagna per il "no" secondo cui avrebbe portato all'unificazione con la Germania occidentale si dimostrò corretta. 
La Saar fu politicamente reintegrata nella Germania Ovest il 1 gennaio 1957, ma l'unificazione economica dovette richiedere ulteriori anni. In cambio della restituzione della Saar, la Francia richiese e ottenne le seguenti concessioni:
- Alla Francia fu permesso di estrarre carbone dal giacimento di Warndt fino al 1981
- La Germania dovette accettare la canalizzazione della Mosella, in modo da poter ridurre i costi di trasporto francesi per l'industria siderurgica della Lorena
- La Germania dovette accettare di insegnare il francese come prima lingua straniera nelle scuole della Saarland e, sebbene non sia più vincolante, questa parte dell'accordo è ancora applicata[9][10]

Come conseguenza minore degli sforzi francesi di "francesizzare" il territorio, fu l'unico dei territori occidentali occupati a non accettare i rifugiati derivanti dall'espulsione dei tedeschi dalle province orientali e dalle ex colonie tedesche nell'Europa orientale, poiché la Francia non voleva aumentare la popolazione germanofona nel territorio. 

## Regione della Ruhr

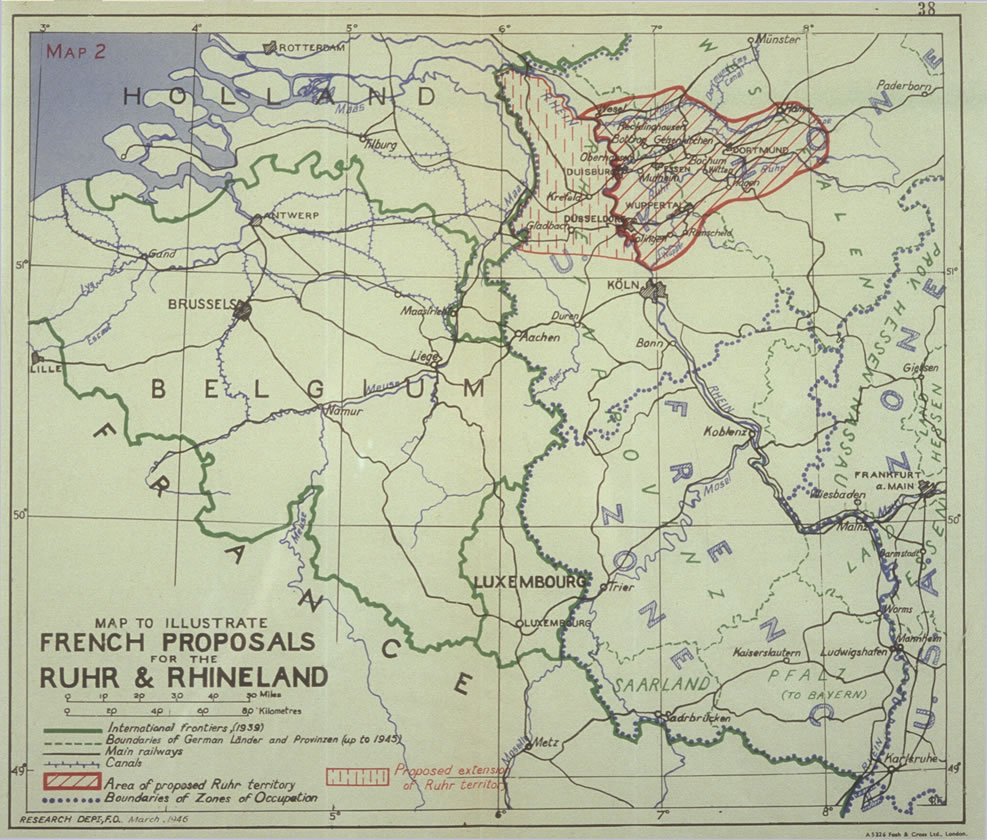
Mappa che mostra i dettagli della proposta francese per il distacco della regione tedesca della Ruhr

Il 6 settembre del 1946, il segretario di Stato americano James F. Byrnes dichiarò nel discorso di Stoccarda che il governo USA avrebbe accettato le richieste francesi sulla Saar, ma che: 
(James F. Byrnes)
In quel momento, gli Stati Uniti erano sempre più preoccupati per il rischio che la Germania occidentale scivolasse nell'area di influenza dell'Unione Sovietica e un distacco della Ruhr dalla Germania era considerato pericoloso da questo punto di vista. 
La Francia, dalla fine della guerra, sulla base del piano Monnet, aveva ripetutamente chiesto che la Ruhr fosse separata dalla Germania. La produzione di acciaio della Ruhr fu ripresa nonostante i divieti e le restrizioni e nonostante lo smantellamento degli impianti. Durante i preparativi per la fondazione della Repubblica Federale Tedesca, la Francia rinnovò la richiesta di controllo della produzione tedesca di carbone e acciaio nella Ruhr. 
Nel 1949, l'Autorità internazionale della Ruhr fu imposta ai tedeschi occidentali come condizione preliminare per l'istituzione della RFT. Controllando la produzione e la distribuzione di carbone e acciaio (cioè la quantità di carbone e acciaio che potevano ottenere i tedeschi), l'autorità internazionale della Ruhr controllava l'intera economia della Germania occidentale, con grande sgomento dei tedeschi. Ludwig Erhard descrisse questo status come un "tragico errore":
(Ludwig Erhard)
Lo smantellamento industriale della Ruhr continuò nel 1949, con i lavoratori tedeschi che cercavano di barricarsi nelle fabbriche che avevano promesso di smantellare in segno di protesta. I tedeschi furono autorizzati a inviare le loro delegazioni all'autorità della Ruhr dopo la firma dell'accordo di Petersberg, con il quale il numero delle industrie da smantellare nella Ruhr fu ridotto, ma lo smantellamento continuò fino alla metà del 1950. Il 24 novembre, due giorni dopo l'accordo di Petersberg, si svolse un acceso dibattito nel parlamento tedesco dove Konrad Adenauer difese l'accordo perché, se avesse fatto diversamente, entro otto settimane lo smantellamento industriale avrebbe raggiunto un livello insopportabile. Il leader dell'opposizione Kurt Schumacher rispose chiamando Adenauer "Cancelliere degli Alleati". 
Nel 1951, la Germania occidentale accettò di aderire alla Comunità europea del carbone e dell'acciaio (CECA) nel 1952, con l'obiettivo di eliminare le restrizioni industriali imposte dall'autorità internazionale della Ruhr, garantendo così anche la sicurezza della Francia nel perpetuare l'accesso francese al carbone della Ruhr e che le attività e i diritti dell'Autorità internazionale della Ruhr sarebbero stati sostenuti dalla CECA.